# Archives de la noblesse allemande
Les archives de la noblesse allemande sont fondées en 1961 en tant qu'association enregistrée et sont basées à Marbourg.

## Objectif
Les archives de la noblesse allemande principalement dédié à la création, au traitement et à la publication des manuels généalogiques de la noblesse. De plus, des documents sur l'histoire de la noblesse, des associations nobiliaires régionales et de diverses familles sont collectés et rendus accessibles au public.
Outre les réponses payantes aux demandes de renseignements sur l'histoire et la généalogie de la noblesse allemande et sur des sujets d'actualité, des travaux universitaires sur l'histoire de la noblesse au sens le plus large sont financés.
Le Comité allemand pour le droit de la noblesse supervise les archives de la noblesse et ses publications.

## Histoire
La fondation des Archives de la noblesse allemande remonte à une initiative privée du conseiller supérieur du gouvernement Hans Friedrich von Ehrenkrook, qui a fui Breslau, et de l'avocat Jürgen von Flotow, qui a été expulsé du Mecklembourg. Jusqu'à la réforme monétaire, des "listes de réfugiés" avec adresses et annonces de recherche sont publiées, et en août 1948, le premier numéro "Deutsches Adelsarchiv" (archives de la noblesse allemande) est publié.
Au même moment, Hans Friedrich von Ehrenkrook, en collaboration avec l'éditeur Hans Kretschmer (de), qui a été exproprié à Görlitz en 1946, commence à préparer la suite des Gothaischen Genealogischen Taschenbücher dans une nouvelle série intitulée « Genealogisches Handbuch des Adels ». En 1951, le premier volume de cette série est publié, qui est publié depuis 1965 par l'archiviste des archives de la noblesse allemande (1965 à 1996 Walter von Hueck, 1996 à 2015 Christoph Franke, depuis 2015 Gottfried Finck von Finckenstein). Dès 1961, l'Union des associations de la noblesse allemande (de) (VdDA) a pu reprendre la collection généalogique constituée par Ehrenkrook et fonde les archives de la noblesse allemande en tant qu'association enregistrée.
Entre 1968 et 1984, les archives utilisent des salles des Archives d'État de Hesse à Marbourg. En juin 1984, les archives de la noblesse allemande emménagent dans le bâtiment municipal de la Schwanallee 21 et les archives y sont conservées depuis. L'association se transforme en fondation en 1994 pour assurer la pérennité financière des archives de la noblesse. L'indexation fondamentale des documents d'archives, initiée en 1996, et une indexation systématique de la bibliothèque, qui se développe au cours des cinq dernières décennies, sont maintenant terminées.
Avec la fondation de la maison d'édition des Archives de la noblesse allemande en tant qu'entreprise spécialisée dépendante de la Fondation des archives de la noblesse allemande, Marburg, le retour aux racines de l'ancien "Almanach de Gotha" est lié. À l'été 2015, le premier volume est auto-publié, le « Gothaisches Genealogisches Handbuch » (GGH 1) Fürstliche Häuser heraus. 2016 folgten die ersten Bände Adelige Häuser, Gräfliche Häuser suit en 2016 et le premier tome des Freiherrliche Häuser en 2017. Deux ou trois volumes supplémentaires de cette série sortent chaque année,.

## Éditions
- Fürstliche Häuser 1 (GGH 1), Verlag des Deutschen Adelsarchivs, Marburg 2015,  (ISBN 978-3-9817243-0-1)
- Adelige Häuser 1 (GGH 2), Verlag des Deutschen Adelsarchivs, Marburg 2016,  (ISBN 978-3-9817243-3-2)
- Gräfliche Häuser 1 (GGH 3), Verlag des Deutschen Adelsarchivs, Marburg 2016,  (ISBN 978-3-9817243-2-5)
- Adelige Häuser 2 (GGH 4), Verlag des Deutschen Adelsarchivs, Marburg 2016,  (ISBN 978-3-9817243-3-2)
- Freiherrliche Häuser 1 (GGH 5), Verlag des Deutschen Adelsarchivs, Marburg 2017,  (ISBN 978-3-9817243-4-9)
- Adelige Häuser 3 (GGH 6), Verlag des Deutschen Adelsarchivs, Marburg 2017,  (ISBN 978-3-9817243-5-6)
- Fürstliche Häuser 2 (GGH 7), Verlag des Deutschen Adelsarchivs, Marburg 2018,  (ISBN 978-3-9817243-6-3)
- Adelige Häuser 4 (GGH 8), Verlag des Deutschen Adelsarchivs, Marburg 2018,  (ISBN 978-3-9817243-7-0)
- Gräfliche Häuser 2 (GGH 9), Verlag des Deutschen Adelsarchivs, Marburg 2019,  (ISBN 978-3-9817243-8-7)
- Adelige Häuser 5 (GGH 10), Verlag des Deutschen Adelsarchivs, Marburg 2019,  (ISBN 978-3-9817243-9-4)
- Freiherrliche Häuser 2 (GGH 11), Verlag des Deutschen Adelsarchivs, Marburg 2020,  (ISBN 978-3-9820762-0-1)
- Adelige Häuser 6 (GGH 12), Verlag des Deutschen Adelsarchivs, Marburg 2020,  (ISBN 978-3-9820762-1-8)
- Fürstliche Häuser 3 (GGH 13), Verlag des Deutschen Adelsarchivs, Marburg 2021,  (ISBN 978-3-9820762-2-5)
- Adelige Häuser 7 (GGH 14), Verlag des Deutschen Adelsarchivs, Marburg 2021,  (ISBN 978-3-9820762-3-2)
- Gräfliche Häuser 3 (GGH 15), Verlag des Deutschen Adelsarchivs, Marburg 2022,  (ISBN 978-3-9820762-4-9)